# Pseudopanurgus illustris
Pseudopanurgus illustris là một loài Hymenoptera trong họ Andrenidae. Loài này được Timberlake mô tả khoa học năm 1967.